# St. Cornelius und Cyprian (Kirrlach)

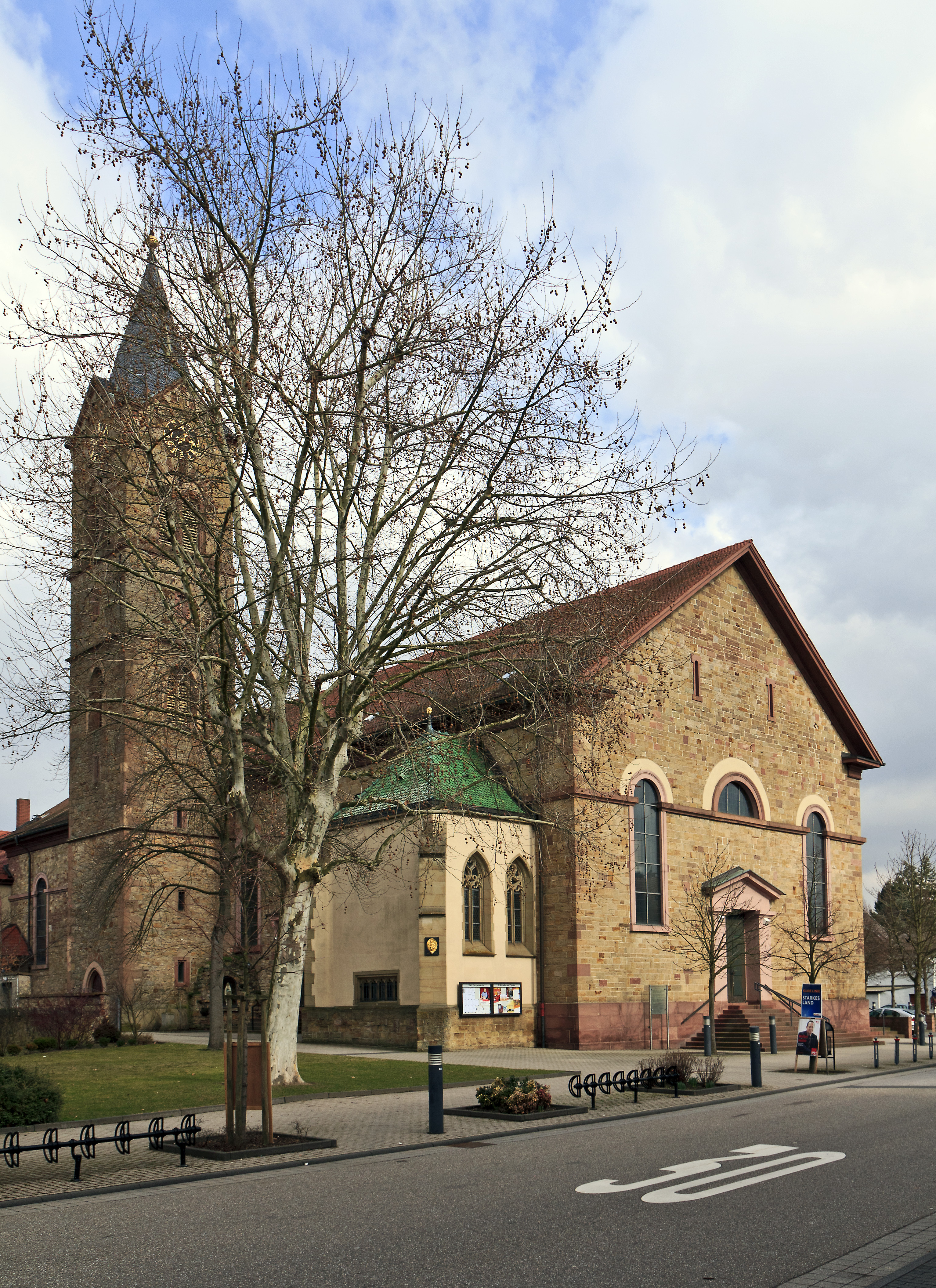
St. Cornelius und Cyprian in Kirrlach

Die römisch-katholische Pfarrkirche St. Cornelius und Cyprian ist ein geschütztes Kulturdenkmal nach dem Denkmalschutzgesetz. Sie steht in Kirrlach, einem Stadtteil von Waghäusel im Landkreis Karlsruhe in Baden-Württemberg. Die Kirchengemeinde gehört zum Dekanat Bruchsal im Erzbistum Freiburg.

## Beschreibung

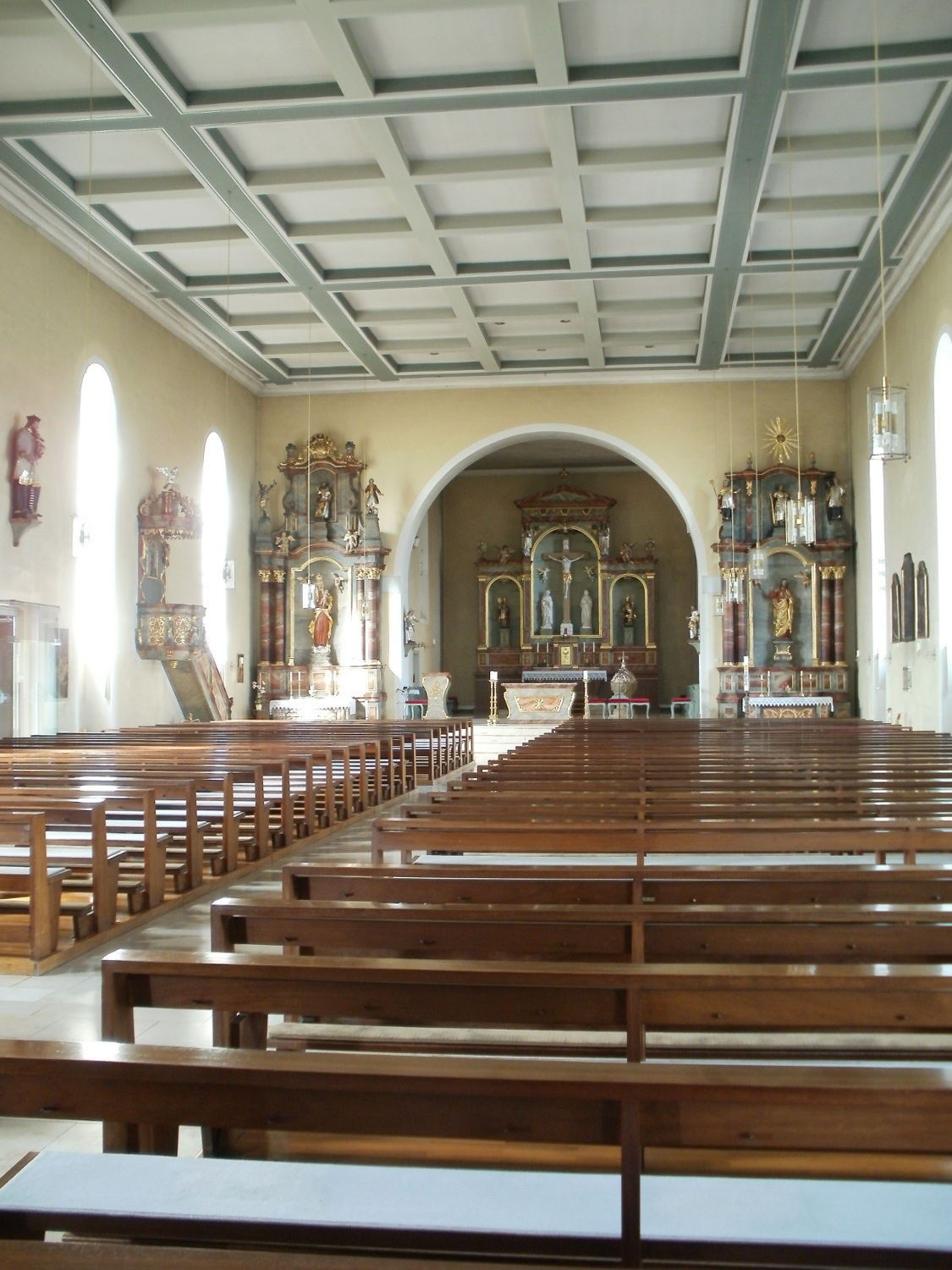
Blick zum Chor

Das 1836 errichtete und 1904 vergrößerte Langhaus der Saalkirche steht senkrecht zum geosteten mittelalterlichen Vorgängerbau, von dem sich die unteren Geschosse des Kirchturms an der Westwand des Langhauses erhalten haben. Er wurde später aufgestockt und mit der Turmuhr und einem Glockenstuhl für fünf Kirchenglocken versehen. Der eingezogene, gerade geschlossene Chor steht im Norden des Langhauses, die Sakristei an dessen Westwand.
Der Innenraum des Langhauses ist mit einer Kassettendecke überspannt. Zur Kirchenausstattung gehört ein Hochaltar aus der zweiten Hälfte des 19. Jahrhunderts, auf dessen Altarretabel die Himmelfahrt Mariens dargestellt ist. Auf der Empore im Süden des Langhauses steht die von H. Voit & Söhne 1891 erbaute Orgel mit vormals 18 Registern. Eine Erweiterung war schon vom Erbauer angedacht und wurde letztendlich 1994 anlässlich einer Restaurierung von Karl Göckel als Opus 26 stilgerecht durchgeführt. Das Instrument besitzt nun 36 Register, verteilt auf drei Manuale und Pedal.